# أوفانيز توروسيان
أوفانيز توروسيان هو مخرج وممثل بلغاري وأرمني، ولد في 7 ديسمبر 1986 بيريفان في أرمينيا.

## وصلات خارجية
- أوفانيز توروسيان على موقع IMDb (الإنجليزية)
- أوفانيز توروسيان على موقع قاعدة بيانات الأفلام العربية
- أوفانيز توروسيان على موقع ألو سيني (الفرنسية)
- أوفانيز توروسيان على موقع أول موفي (الإنجليزية)
- أوفانيز توروسيان على موقع قاعدة بيانات الأفلام السويدية (السويدية)
- أوفانيز توروسيان على موقع قاعدة بيانات الفيلم (الإنجليزية)
- أوفانيز توروسيان على موقع كينوبويسك (الروسية)